# خودات
خودات (أو خوداف) هي بلدة تقع في الأراضي المنخفضة في منطقة بحر قزوين، التي تقع في الجزء الشمالي من أذربيجان. وهي جزء من مقاطعة خاتشماز؛ يبلغ عدد سكانها حوالي 14,442.
كانت مدينة خودات ذات أهمية تاريخية في القرن الثامن عشر، باعتبارها عاصمة مقاطعة مدينة قوبا خلال حكم القاجاريين. خلال ذلك لاقوت، كان حسين خان أحد سكان المنطقة الأصليين قد عاش فترة في بلاد فارس وتبنى المذهب الشيعي، فاعتبر الشاه هذا الأمر معروفاً، فمنحه حكم منطقة قوبا ومقاطعة ساليان (في أذربيجان). عاد حسين خان إلى المنطقة وأسس عاصمته في خودات. استمرت هذه الحقبة حتى عام 1747، عندما اغتيل الحاكم الفارسي نادر شاه. قرر حسين علي، وهو حفيد حسين خان الأكبر، محاولة تحويل قوبا إلى دولة مستقلة ونقل عاصمته إلى قوبا كونها أحصن بسبب الدفاعات الطبيعية الأفضل. تراجعت أهمية المدينة لاحقاً في أذربيجان وأصبحت موقعاً لإطلاق الرحلات الشاطئية والمنتجعات الشعبية في نابران.